# Air Bucharest
Air Bucharest ist eine rumänische Charterfluggesellschaft mit Sitz in Bukarest und Basis auf dem Flughafen Bukarest Henri Coandă.

## Geschichte
Die ursprünglichen Planungen sahen nach der Gründung im Jahr 2008 die Flugbetriebsaufnahme für den Frühling 2009 vor. Der erste kommerzielle Flug fand jedoch erst am 3. Juli 2010 statt. 
2012 verlagerte Air Bucharest wie alle anderen dort beheimateten Airlines ihre Basis vom Flughafen Bukarest-Băneasa zum größeren Flughafen Bukarest Henri Coandă, da Baneasa für den Linien- und Charterverkehr geschlossen wurde.

## Flugziele
Air Bucharest bedient diverse Ziele in der Türkei, Griechenland, Tunesien, Spanien und Ägypten ab den Flughäfen der rumänischen Städte Iași, Bukarest, Cluj-Napoca und Hermannstadt. Auch nach Deutschland gibt es Charterflüge.

## Flotte
Mit Stand Dezember 2022 besteht die Flotte der Air Bucharest aus einer Boeing 737-300 mit einem Alter von 27,9 Jahren (Kennzeichen YR-YAP).